# Calvin Ramsay
Calvin William Ramsay (sinh ngày 31 tháng 7 năm 2003) là một cầu thủ bóng đá chuyên nghiệp người Scotland , hiện đang chơi ở vị trí hậu vệ phải cho câu lạc bộ Premier League, Liverpool.

## Sự nghiệp

### Aberdeen
Sau giai đoạn thăng tiến qua các cấp độ trẻ tại Aberdeen, Ramsay đã có trận ra mắt khi vào sân thay người muộn trong trận gặp Dundee United vào tháng 3 năm 2020, dưới sự chỉ đạo của huấn luyện viên Paul Sheerin . Ramsay tiếp tục ra sân 5 lần nữa trong mùa giải đầu tiên với đội 1. Anh có trận ra mắt châu Âu cho câu lạc bộ trước đội bóng Thụy Điển, BK Häcken vào tháng 7 năm 2021 tại vòng loại UEFA Europa Conference League. Anh ấy xuất phát ở vị trí hậu vệ phải trong chiến thắng 5–1 và kiến tạo bàn thắng đầu tiên của trận đấu. Ramsay đã giành được danh hiệu Cầu thủ trẻ xuất sắc nhất của SFWA cho mùa giải 2021–22, mùa giải trọn vẹn duy nhất của anh ấy với Aberdeen. Anh được bán cho Liverpool vào tháng 6 năm 2022 với mức phí ban đầu được cho là 4,2 triệu bảng, đây cũng là mức giá kỷ lục câu lạc bộ cho Aberdeen khi bán cho một câu lạc bộ khác.

### Liverpool
Ramsay chuyển đến câu lạc bộ Premier League, Liverpool vào tháng 6 năm 2022. Anh ký hợp đồng 5 năm với câu lạc bộ với mức phí ban đầu là 4,2 triệu bảng.

## Thống kê sự nghiệp
Tính đến ngày 30 tháng 4 năm 2022
| CLB          | Mùa giải     | League               | League | League | Cúp quốc gia | Cúp quốc gia | Cúp liên đoàn | Cúp liên đoàn | Europe | Europe | Khác | Khác | Tổng cộng | Tổng cộng |
| CLB          | Mùa giải     | Giải đấu             | Trận   | Bàn    | Trận         | Bàn          | Trận          | Bàn           | Trận   | Bàn    | Trận | Bàn  | Trận      | Bàn       |
| ------------ | ------------ | -------------------- | ------ | ------ | ------------ | ------------ | ------------- | ------------- | ------ | ------ | ---- | ---- | --------- | --------- |
| Aberdeen U21 | 2019–20      | –                    | –      | –      | –            | –            | –             | –             | –      | –      | 1    | 0    | 1         | 0         |
| Aberdeen     | 2020–21      | Scottish Premiership | 4      | 0      | 2            | 0            | 0             | 0             | 0      | 0      | –    | –    | 6         | 0         |
| Aberdeen     | 2021–22      | Scottish Premiership | 24     | 1      | 2            | 0            | 1             | 0             | 6      | 0      | –    | –    | 33        | 1         |
| Aberdeen     | Total        | Total                | 28     | 1      | 4            | 0            | 1             | 0             | 6      | 0      | –    | –    | 39        | 1         |
| Liverpool    | 2022–23      | Premier League       | 0      | 0      | 0            | 0            | 0             | 0             | 0      | 0      | 0    | 0    | 0         | 0         |
| Career total | Career total | Career total         | 28     | 1      | 4            | 0            | 1             | 0             | 6      | 0      | 1    | 0    | 40        | 1         |